# 꾸러기 합창
《꾸러기 합창》은 KBS 2TV에서 방영되었던 한국방송공사 어린이 드라마이다. 기획 의도는 시골 분교 교사를 소재로 하는 프로그램이다.

## 제작진
- 극본 : 박병우
- 연출 : 이영국

## 출연진
- 박규식
- 반효정
- 백윤식
- 이한나
- 전원주
- 황범식